# Bierutów (stacja kolejowa)
Bierutów – stacja kolejowa w Bierutowie, w Polsce, w województwie dolnośląskim, w aglomeracji wrocławskiej, w powiecie oleśnickim. Na stacji zatrzymują się pociągi Polregio do Wrocławia, Namysłowa, Kluczborka i Lublińca. Wewnątrz dworca znajduje się kasa, poczekalnia i toalety.

## Ruch pasażerski
W roku 2018 stacja obsługiwała 700–999 pasażerów na dobę. W roku 2022 dobowa wymiana pasażerska na stacji wynosiła również 700-999 pasażerów.